# Lainzer Tunnel
Der Lainzer Tunnel, benannt nach dem Wiener Bezirksteil Lainz, ist ein 9,434 km langer Bahntunnel in Wien, der seit 9. Dezember 2012 die Westbahnstrecke mit der Südbahnstrecke, der Ostbahnstrecke und der Donauländebahn (Richtung Zentralverschiebebahnhof Wien-Kledering) verbindet.
Zweck des Vorhabens war die Durchbindung des Reise- und Güterverkehrs durch Wien – auch in Hinblick auf den bereits damals in Aussicht genommenen Bau der Hauptbahnhofes Wien – sowie die Erhöhung der Kapazität im Ost-West-Transit. Die bestehende, teilweise eingleisige Verbindungsbahn zwischen Wien Hütteldorf und Wien Meidling wird durch den Lainzer Tunnel entlastet. Dort frei werdende Kapazitäten können auch zur Erweiterung des Nahverkehrsangebotes genutzt werden, das mit voraussichtlichem Baubeginn im Jahr 2025 mit dem durchgehend zweigleisigen Ausbau, der Errichtung von zwei neuen Stationen und dem Umbau bestehender Stationen attraktiviert werden soll.
In den Medien wurde der Lainzer Tunnel auch als „Wildschweintunnel“ bezeichnet, da der unterfahrene Lainzer Tiergarten häufig mit den dort vorkommenden Wildschweinen assoziiert wird.

## Strecke
Die Tunnelstrecke beginnt im Westen bei der S-Bahn-Station Wien Wolf in der Au der Westbahn, etwa 2 km westlich der U- und S-Bahn-Station Wien Hütteldorf (siehe Streckendiagramm der Westbahn). Dort entstand auch der unterirdische Knoten Hadersdorf, eine Verknüpfung mit der neuen Hochleistungsstrecke von St. Pölten nach Wien (Wienerwaldtunnel), die am gleichen Tag in Betrieb genommen wurde.
Die Strecke verläuft dann im Westen Wiens (13. Gemeindebezirk, Hietzing) – nach unterirdischer Querung des Wienflusses – unterhalb des Lainzer Tiergartens, des Höhenzuges Trazerberg–Girzenberg–Roter Berg, von Speising ostwärts nahe an der bestehenden Verbindungsbahn und mündet vor dem Bahnhof Wien Meidling in die Südbahnstrecke bzw. vor der Station Wien Inzersdorf in die Donauländebahn (siehe Streckendiagramm dieser Bahn).
Der Lainzer Tunnel ist Teil der Westbahn und der Europäischen Hochgeschwindigkeitsstrecke Paris–Bratislava bzw. –Budapest.
Der einröhrige, zweigleisige Tunnel kann von Personenzügen mit 160 km/h befahren werden, von Güterzügen mit 120 km/h. Die Güterschleife des Tunnels ist mit 100 km/h befahrbar.

## Geschichte

### Planung
1990 erfolgte unter Verkehrsminister Rudolf Streicher die Planungsübertragung an die Eisenbahn-Hochleistungsstrecken AG (HL-AG). Die Planung wurden noch im gleich Jahr in Abstimmung mit der Gemeinde Wien aufgenommen. Die Fertigstellung wurde ursprünglich bis 2006 erwartet.

### Bau
1996 wurde unter Verkehrsminister Rudolf Scholten die HL-AG per Verordnung mit der Bauausführung betraut. Die Bauverhandlungen für die einzelnen Teilabschnitte wurden 1997–98 durchgeführt. Ab Februar 1999 wurde an der „Verknüpfung mit Westbahn“ und Wienerwaldtunnel gebaut, ab September 1999 an der „Einbindung Südbahn“. Im Jahr 2000 konnte der Rohbau der unterirdischen Wientalquerung abgeschlossen werden. Nach der im Jahr 2005 mit dem Bundesbahnstrukturgesetz 2003 erfolgten Verschmelzung der HL-AG in die neu gegründete ÖBB Infrastruktur Bau AG wurde von dieser das Projekt fortgeführt.
Nach der Abweisung von Anrainereinsprüchen gegen das Projekt durch den Verwaltungsgerichtshof im Juli 2006 wurde im Oktober 2006 mit dem Vortrieb des „Verbindungstunnels“ begonnen. Wie der ORF am 31. Mai 2007 berichtete, wurde der Bau des Tunnels vom Verwaltungsgerichtshof aufgrund einer Beschwerde von Anrainern jedoch wieder gestoppt.
Nachdem von der ÖBB-Infrastruktur Bau AG zugesichert worden war, den Bedenken der Anrainer entsprechend besseren Beton mit höherem Brandwiderstand zu verwenden, wurde vom Infrastrukturministerium am 4. Juni 2007 ein neuer Baubescheid erlassen.
Am 22. Mai 2009 wurde der Durchschlag gefeiert, im April 2011 der erste Gleisstrang fertiggestellt.

### Inbetriebnahme
Die Fahrleitung im Tunnel wurde am 20. Juni 2012 dauerhaft unter Spannung gesetzt.
Der reguläre Bahnbetrieb wurde mit dem Fahrplanwechsel am 9. Dezember 2012 aufgenommen, gleichzeitig mit der Fertigstellung des Wienerwaldtunnels und den ersten fertiggestellten Bahnsteigen des neuen Wiener Hauptbahnhofs.

### Betrieb
Seit 14. Dezember 2014 werden neben Güterzügen auch ICE-Züge von Deutschland kommend durch den Tunnel zum Flughafen Wien-Schwechat geführt. Seit der mit Dezember 2015 erfolgten Vollinbetriebnahme des Wiener Hauptbahnhofs werden alle Fernverkehrszüge der ÖBB von und nach Wien durch den Tunnel zum Hauptbahnhof und nicht mehr wie zuvor teils auch zum Westbahnhof geführt. Täglich verkehren stündlich pro Richtung drei Railjets und alle zwei Stunden ein ICE. Vom Fahrplanwechsel im Dezember 2017 bis Fahrplanwechsel im Dezember 2019 bediente auch die WESTbahn stündlich den Wiener Hauptbahnhof und fuhr diesen auf direkter Strecke durch den Tunnel an. Von März bis Oktober 2020 und von November 2020 bis Anfang Juli 2021 bediente die WESTbahn aufgrund der COVID-19-Pandemie den Bahnhof Meidling und nutzte daher wieder den Lainzer Tunnel.
Nach dem Hochwasser in Mitteleuropa im September 2024 musste die Feste Fahrbahn im Tunnel teilweise herausgefräst werden, um Gleise und Weichen zu erneuern. Im Zuge der Sanierungsmaßnahmen wurde auch der Hochwasserschutz verbessert, beispielsweise Elemente der Stromversorgung höhergelegt. Ab Juni 2025 soll der Tunnel wieder uneingeschränkt durchfahren werden können.

## Daten und Fakten
- Streckenlänge: 9,434 km; mit Anschlüssen: 11,073 km
- Tunnellänge: 12,3 km; mit Anschlüssen (und Rettungsstollen): 15,4 km
- Gesamtlänge der Gleisum- und -neubauten: 25,3 km
- Oberleitung: Stromschiene
- Kunstbauten: 7 Anfahrschächte und -bereiche, 4 Portale, 28 Sicherheitsausstiege, 4 Betriebsgebäude, 4 Neu- bzw. Umbauten von S-Bahn-Haltestellen, 6 Straßenquerungen, 10 Bahnquerungen, 5 Fuß- und Radwegquerungen, 2 Bachquerungen, 3 Einbautenkollektoren[20]

Das Bauwerk ist mit Punktförmiger Zugbeeinflussung und ETCS Level 2 ausgerüstet.